# امامزاده شاه فخرالدین
امامزاده شاه فخرالدین مربوط به دوره ایلخانی و دوره صفوی است و در خنج، داخل شهر واقع شده و این اثر در تاریخ ۶ دی ۱۳۵۵ با شمارهٔ ثبت ۱۳۲۳ به‌عنوان یکی از آثار ملی ایران به ثبت رسیده است.